# Buck-Tick
Buck-Tick sind eine 1987 gegründete, japanische Band. Sie gehören zu den ersten Bands in Japan, die sich dem J-Rock-Genre zuordnen lassen. Mitglieder sind Sänger Atsushi Sakurai (* 1966), Gitarrist Hisashi Imai (* 1965), Gitarrist Hidehiko Hoshino (* 1966), der Uta genannte Bassist Yutaka Higuchi (* 1967) sowie Drummer Toru Yagami (* 1962). 
Sie gaben ihr Debüt 1987 mit SEXUAL xxxxx!. Ihre Musik war in den Anfängen stark durch die damals sehr erfolgreiche Gruppe Boøwy geprägt, änderte sich aber im Laufe der Zeit vom Pop/Punk hin zu einem mehr rockigeren und dunkleren Stil. Als Einflüsse gelten The Cure, Soft Cell, Depeche Mode und David Bowie.

## Biografie
BUCK-TICKs erstes Album erschien 1987 und war noch ein Indie-Album. Ihr zweites, im selben Jahr erschienenes Album, wurde schon unter einem Major-Label veröffentlicht. 1988 war die Band für einige Zeit in London, wo sie das Album TABOO aufnahmen.
Auch wenn die Band anfangs ähnlich wild gestylt war wie z. B. die Musiker von X JAPAN, wurden die Frisuren im Laufe der Jahre dezenter. Nur Tooru trägt noch immer seinen Irokesen-Schnitt. Wie auch andere namhafte Bands und Solo-Künstler der Sparte J-Rock wie L'Arc~en~Ciel, LUNA SEA, Gackt und X JAPAN spielte die Band schon im Tokyo Dome und schaffte es, diesen auszuverkaufen.
Sänger Atsushi und Gitarrist Imai waren sehr mit dem 1998 verstorbenen Gitarristen hide (X Japan) sowie auch mit Yoshiki (X Japan) und SUGIZO (Luna Sea, X Japan) befreundet. Daher spielten BUCK-TICK auch auf dem ersten hide memorial summit 2000 mit, das in Andenken an hide veranstaltet wurde.
Seit 2001 veranstaltet die Band jedes Jahr kurz vor Silvester den „Day in question“, ein Konzert, bei dem sie auch viele alte Stücke spielen und das daher mit dem Setup vorangegangener Tour meist nichts zu tun hat. Auch 2009 fand dieses Event statt und umfasste eine Setlist mit 22 Stücken.
Am 19. Oktober 2023 verstarb Sänger Atsushi Sakurai im Alter von 57 Jahren an einer Hirnblutung. Sein Tod wurde am 24. Oktober bekannt gegeben.

## Mitglieder
Die Songs schreiben meist Imai oder Hidehiko, während die Lyrics zum großen Teil von Atsushi stammen, wenn auch Imai und Hidehiko einige beisteuerten. Tooru ist für das Management zuständig – er leitet die Managementfirma, bei der BUCK-TICK unter Vertrag ist.

## Musik
Die Musik von Buck-Tick ist sehr breit gefächert. Allgemein gesagt spielen sie klassischer Rock, der aber auch Gothic-Elemente enthalten kann. Das Album Juusankai wa gekkou (十三階は月光) zum Beispiel war sehr düster, so wie auch die dazugehörige Tour. Auch wurde schon mit diversen anderen Musikstilen experimentiert, was man zum Beispiel bei dem Lied „ICONOCLASM“ gut hört.

## Diskografie

### Studioalben
| Jahr | Titel                                  | Höchstplatzierung, Gesamtwochen, AuszeichnungChartsChartplatzierungen (Jahr, Titel, Platzierungen, Wochen, Auszeichnungen, Anmerkungen) | Anmerkungen                                                        |
| Jahr | Titel                                  | JP | Anmerkungen                                                        |
| ---- | -------------------------------------- | --- | ------------------------------------------------------------------ |
| 1987 | Hurry Up Mode                          | — | Erstveröffentlichung: 1. April 1987 Veröffentlichung auf LP und CD |
| 1987 | Sexual XXXXX!                          | JP33 (15 Wo.)JP | Erstveröffentlichung: 21. November 1987                            |
| 1988 | Seventh Heaven                         | JP3 (18 Wo.)JP | Erstveröffentlichung: 21. Juni 1988                                |
| 1989 | Taboo                                  | JP1 (18 Wo.)JP | Erstveröffentlichung: 18. Januar 1989                              |
| 1990 | Aku no Hana ~悪の華~                   | JP1 Gold · (15 Wo.)JP | Erstveröffentlichung: 1. Februar 1990                              |
| 1991 | Kurutta Taiyou ~狂った太陽~            | JP2 Platin · (9 Wo.)JP | Erstveröffentlichung: 21. Februar 1991                             |
| 1993 | Darker Than Darkness -Style 93-        | JP2 Gold · (8 Wo.)JP | Erstveröffentlichung: 23. Juni 1993                                |
| 1995 | Six/Nine                               | JP1 Gold · (7 Wo.)JP | Erstveröffentlichung: 15. Mai 1995                                 |
| 1996 | Cosmos                                 | JP6 (6 Wo.)JP | Erstveröffentlichung: 21. Juni 1996                                |
| 1997 | Sexy Stream Liner                      | JP4 (5 Wo.)JP | Erstveröffentlichung: 10. Dezember 1997                            |
| 2000 | One Life, One Death                    | JP11 (4 Wo.)JP | Erstveröffentlichung: 20. September 2000                           |
| 2002 | Kyokutou I Love You ~極東 I Love You~  | JP12 (2 Wo.)JP | Erstveröffentlichung: 6. März 2002                                 |
| 2003 | Mona Lisa Overdrive                    | JP7 (5 Wo.)JP | Erstveröffentlichung: 13. Februar 2003                             |
| 2005 | Juusankai wa Gekkou ~十三階は月光~     | JP4 (7 Wo.)JP | Erstveröffentlichung: 6. April 2005                                |
| 2007 | Tenshi no Revolver ~天使のリボルバー~  | JP5 (6 Wo.)JP | Erstveröffentlichung: 19. September 2007                           |
| 2009 | Memento Mori                           | JP7 (5 Wo.)JP | Erstveröffentlichung: 18. Februar 2009                             |
| 2010 | Razzle Dazzle                          | JP6 (8 Wo.)JP | Erstveröffentlichung: 13. Oktober 2010                             |
| 2012 | Yume Miru Uchuu ~夢見る宇宙~           | JP14 (8 Wo.)JP | Erstveröffentlichung: 19. September 2012                           |
| 2014 | Arui wa Anarchy ~或いはアナーキー~     | JP4 (7 Wo.)JP | Erstveröffentlichung: 4. Juni 2014                                 |
| 2016 | Atom Miraiha No.9 ~アトム 未来派 No.9~ | JP5 (9 Wo.)JP | Erstveröffentlichung: 28. September 2016                           |
| 2018 | No.0                                   | JP2 (12 Wo.)JP | Erstveröffentlichung: 14. März 2018                                |
| 2020 | Abracadabra                            | JP3 (11 Wo.)JP | Erstveröffentlichung: 21. September 2020                           |
| 2023 | Izora ~異空 -Izora-~                   | JP2 (24 Wo.)JP | Erstveröffentlichung: 12. April 2023                               |

grau schraffiert: keine Chartdaten aus diesem Jahr verfügbar

### EPs
| Jahr | Titel      | Höchstplatzierung, Gesamtwochen, AuszeichnungChartsChartplatzierungen (Jahr, Titel, Platzierungen, Wochen, Auszeichnungen, Anmerkungen) | Anmerkungen                                                     |
| Jahr | Titel      | JP | Anmerkungen                                                     |
| ---- | ---------- | --- | --------------------------------------------------------------- |
| 1988 | Romanesque | JP20 (13 Wo.)JP | Erstveröffentlichung: 21. März 1988                             |
| 1998 | LTD        | — | Erstveröffentlichung: 11. März 1998 Veröffentlichung nur auf LP |

grau schraffiert: keine Chartdaten aus diesem Jahr verfügbar

### Remixalben
| Jahr | Titel                                         | Höchstplatzierung, Gesamtwochen, AuszeichnungChartsChartplatzierungen (Jahr, Titel, Platzierungen, Wochen, Auszeichnungen, Anmerkungen) | Anmerkungen                           |
| Jahr | Titel                                         | JP | Anmerkungen                           |
| ---- | --------------------------------------------- | --- | ------------------------------------- |
| 1990 | Hurry Up Mode (1990 Mix)                      | JP1 Gold · (10 Wo.)JP | Erstveröffentlichung: 8. Februar 1990 |
| 1990 | Symphonic Buck-Tick in Berlin                 | — | Erstveröffentlichung: 21. Juli 1990   |
| 1994 | Shapeless ~シェイプレス~                      | JP5 (4 Wo.)JP | Erstveröffentlichung: 24. August 1994 |
| 2015 | Hu no Hua (2015 Mixed Edition / Platinum SHM) | JP109 (3 Wo.)JP | Erstveröffentlichung: 1. Februar 2015 |

### Kompilationen
| Jahr | Titel                                                                                | Höchstplatzierung, Gesamtwochen, AuszeichnungChartsChartplatzierungen (Jahr, Titel, Platzierungen, Wochen, Auszeichnungen, Anmerkungen) | Anmerkungen                              |
| Jahr | Titel                                                                                | JP | Anmerkungen                              |
| ---- | ------------------------------------------------------------------------------------ | --- | ---------------------------------------- |
| 1992 | Koroshi no Shirabe: This is Not Greatest Hits ~殺シノ調ベ This is Not Greatest Hits~ | JP1 Gold · (12 Wo.)JP | Erstveröffentlichung: 21. März 1992      |
| 1995 | Catalogue 1987–1995                                                                  | JP8 Gold · (8 Wo.)JP | Erstveröffentlichung: 1. Dezember 1995   |
| 1999 | BT                                                                                   | JP16 (5 Wo.)JP | Erstveröffentlichung: 20. März 1999      |
| 2000 | 97BT99                                                                               | JP39 (2 Wo.)JP | Erstveröffentlichung: 29. März 2000      |
| 2001 | Super Value Buck-Tick                                                                | — | Erstveröffentlichung: 19. Dezember 2001  |
| 2005 | Catalogue 2005                                                                       | JP14 (7 Wo.)JP | Erstveröffentlichung: 7. Dezember 2005   |
| 2012 | Catalogue Victor→Mercury 87–99                                                       | JP11 (2 Wo.)JP | Erstveröffentlichung: 7. März 2012       |
| 2012 | Catalogue Ariola 00–10                                                               | JP10 (3 Wo.)JP | Erstveröffentlichung: 7. März 2012       |
| 2017 | Catalogue 1987–2016                                                                  | JP6 (8 Wo.)JP | Erstveröffentlichung: 20. September 2017 |
| 2022 | Catalogue The Best 35th Anniv.                                                       | JP8 (17 Wo.)JP | Erstveröffentlichung: 21. September 2022 |

### Livealben
| Jahr | Titel                               | Höchstplatzierung, Gesamtwochen, AuszeichnungChartsChartplatzierungen (Jahr, Titel, Platzierungen, Wochen, Auszeichnungen, Anmerkungen) | Anmerkungen                           |
| Jahr | Titel                               | JP | Anmerkungen                           |
| ---- | ----------------------------------- | --- | ------------------------------------- |
| 1998 | Sweet Strange Live Disc             | JP17 (2 Wo.)JP | Erstveröffentlichung: 12. August 1998 |
| 2001 | One Life, One Death Cut Up          | JP32 (2 Wo.)JP | Erstveröffentlichung: 28. März 2001   |
| 2004 | At the Night Side                   | JP34 (3 Wo.)JP | Erstveröffentlichung: 7. April 2004   |
| 2017 | Climax Together -1992 Compact Disc- | JP33 (2 Wo.)JP | Erstveröffentlichung: 28. Juni 2017   |

### Singles
| Jahr | Titel Album                                                                                         | Höchstplatzierung, Gesamtwochen, AuszeichnungChartsChartplatzierungen (Jahr, Titel, Album, Platzierungen, Wochen, Auszeichnungen, Anmerkungen) | Anmerkungen                                                                |
| Jahr | Titel Album                                                                                         | JP | Anmerkungen                                                                |
| ---- | --------------------------------------------------------------------------------------------------- | --- | -------------------------------------------------------------------------- |
| 1986 | To-Search –                                                                                         | — | Erstveröffentlichung: 21. Oktober 1986                                     |
| 1988 | Just One More Kiss Taboo                                                                            | JP6 (20 Wo.)JP | Erstveröffentlichung: 26. Oktober 1988                                     |
| 1990 | Aku no Hana ~~悪の華~~ Aku no Hana                                                                  | JP1 (12 Wo.)JP | Erstveröffentlichung: 24. Januar 1990                                      |
| 1991 | Speed ~~スピード~~ Kurutta Taiyou                                                                   | JP3 (9 Wo.)JP | Erstveröffentlichung: 21. Januar 1991                                      |
| 1991 | M*A*D Kurutta Taiyou                                                                                | JP4 (5 Wo.)JP | Erstveröffentlichung: 17. Mai 1991                                         |
| 1991 | Jupiter Kurutta Taiyou                                                                              | JP8 (9 Wo.)JP | Erstveröffentlichung: 30. Oktober 1991                                     |
| 1993 | Dress ~~ドレス~ Darker Than Darkness -Style 93-                                                     | JP5 (6 Wo.)JP | Erstveröffentlichung: 21. Mai 1993                                         |
| 1993 | Die Darker Than Darkness -Style 93-                                                                 | JP10 (4 Wo.)JP | Erstveröffentlichung: 21. Oktober 1993                                     |
| 1995 | Uta ~~唄~ Six/Nine                                                                                  | JP4 (7 Wo.)JP | Erstveröffentlichung: 24. März 1995                                        |
| 1995 | Kodou ~~鼓動~ Six/Nine                                                                              | JP6 (4 Wo.)JP | Erstveröffentlichung: 21. April 1995                                       |
| 1995 | Mienai Mono o Miyo to Suru Gokai Subete Gokai da ~見えない物を見ようとする誤解 全て誤解だ~ Six/Nine | JP15 (4 Wo.)JP | Erstveröffentlichung: 21. September 1995                                   |
| 1996 | Candy ~キャンディ~ Cosmos                                                                           | JP11 (6 Wo.)JP | Erstveröffentlichung: 22. Mai 1996                                         |
| 1997 | Heroine ~ヒロイン~ Sexy Stream Liner                                                                | JP11 (5 Wo.)JP | Erstveröffentlichung: 12. November 1997                                    |
| 1998 | Sasayaki ~囁き~ Sexy Stream Liner                                                                   | JP25 (2 Wo.)JP | Erstveröffentlichung: 11. März 1998                                        |
| 1998 | Gessekai ~月世界~ –                                                                                 | JP18 (3 Wo.)JP | Erstveröffentlichung: 13. Mai 1998 Titelmelodie des Animes「Nightwalker    |
| 1999 | Bran-New Lover –                                                                                    | JP17 (3 Wo.)JP | Erstveröffentlichung: 14. Juli 1999                                        |
| 1999 | Miu ~ミウ~ –                                                                                        | JP15 (4 Wo.)JP | Erstveröffentlichung: 20. Oktober 1999                                     |
| 2000 | Glamorous One Life, One Death                                                                       | JP17 (4 Wo.)JP | Erstveröffentlichung: 6. September 2000                                    |
| 2001 | 21st Cherry Boy Kyokutou I Love You                                                                 | JP25 (2 Wo.)JP | Erstveröffentlichung: 21. November 2001                                    |
| 2002 | Kyokutou Yori Ai no Komete ~極東より愛を込めて~ Kyokutou I Love You                                 | JP24 (2 Wo.)JP | Erstveröffentlichung: 20. Februar 2002                                     |
| 2003 | Zangai ~残骸~ Mona Lisa Overdrive                                                                   | JP5 (7 Wo.)JP | Erstveröffentlichung: 8. Januar 2003                                       |
| 2003 | Gensou no Hana ~幻想の花~ –                                                                         | JP11 (6 Wo.)JP | Erstveröffentlichung: 3. Dezember 2003                                     |
| 2005 | Romance Juusankai wa Gekkou                                                                         | JP14 (7 Wo.)JP | Erstveröffentlichung: 2. März 2005                                         |
| 2005 | Dress (Bloody Trinity Mix) ~ドレス(Bloody Trinity Mix)~ –                                           | JP24 (5 Wo.)JP | Erstveröffentlichung: 20. April 2005 Titelmelody des Animes「Trinity Blood |
| 2006 | Kagerou ~蜉蝣-かげろう-~ –                                                                          | JP17 (7 Wo.)JP | Erstveröffentlichung: 2. August 2006 Titelmelodie des Animes「×××HOLiC     |
| 2007 | Rendezvous ~ランデヴー~ Tenshi no Revolver                                                          | JP9 (5 Wo.)JP | Erstveröffentlichung: 6. Juni 2007                                         |
| 2007 | Alice in Wonder Underground Tenshi no Revolver                                                      | JP18 (7 Wo.)JP | Erstveröffentlichung: 8. August 2007                                       |
| 2008 | Heaven Memento Mori                                                                                 | JP5 (6 Wo.)JP | Erstveröffentlichung: 17. Dezember 2008                                    |
| 2009 | Galaxy Memento Mori                                                                                 | JP6 (5 Wo.)JP | Erstveröffentlichung: 14. Januar 2009                                      |
| 2010 | Dokudanjou Beauty ~独壇場Beauty~ Razzle Dazzle                                                      | JP7 (5 Wo.)JP | Erstveröffentlichung: 24. März 2010                                        |
| 2010 | Kuchizuke ~くちづけ~ Razzle Dazzle                                                                  | JP7 (6 Wo.)JP | Erstveröffentlichung: 1. September 2010                                    |
| 2012 | Elise no Tame ni ~エリーゼのために~ Yume Miru Uchuu                                                 | JP11 (4 Wo.)JP | Erstveröffentlichung: 23. Mai 2012                                         |
| 2012 | Miss Take ~Boku wa Miss Take~ ~Miss Take 〜僕はミス・テイク〜~ Yume Miru Uchuu                      | JP11 (4 Wo.)JP | Erstveröffentlichung: 4. Juli 2012                                         |
| 2014 | Love Parade/Steppers -Parade- –                                                                     | JP9 (4 Wo.)JP | Erstveröffentlichung: 22. Januar 2014                                      |
| 2014 | Keijijou Ryusei ~形而上 流星~ Arui wa Anarchy                                                       | JP10 (6 Wo.)JP | Erstveröffentlichung: 14. Mai 2014                                         |
| 2016 | New World Atom Miraiha No.9                                                                         | JP10 (4 Wo.)JP | Erstveröffentlichung: 21. September 2016                                   |
| 2017 | Babel No.0                                                                                          | JP11 (6 Wo.)JP | Erstveröffentlichung: 15. November 2017                                    |
| 2018 | Moon Sayonara wo Oshiete Moon ~さよならを教えて~ No.0                                               | JP14 (4 Wo.)JP | Erstveröffentlichung: 21. Februar 2018                                     |
| 2019 | Kemonotachi no Yoru / Rondo ~獣たちの夜 / Rondo~ Abracadabra                                        | JP4 (5 Wo.)JP | Erstveröffentlichung: 22. Mai 2019                                         |
| 2020 | Datenshi ~堕天使~ Abracadabra                                                                       | JP6 (3 Wo.)JP | Erstveröffentlichung: 29. Januar 2020                                      |
| 2020 | Moonlight Escape Abracadabra                                                                        | JP13 (6 Wo.)JP | Erstveröffentlichung: 26. August 2020                                      |
| 2021 | Go-Go B-T Train –                                                                                   | JP5 (10 Wo.)JP | Erstveröffentlichung: 22. September 2021                                   |
| 2023 | Taiyou to Ikaros ~太陽とイカロス~ Izora                                                             | JP10 (8 Wo.)JP | Erstveröffentlichung: 8. März 2023                                         |
| 2023 | Mugen Loop ~無限 Loop~ Izora                                                                        | JP10 (5 Wo.)JP | Erstveröffentlichung: 22. März 2023                                        |

### Videoalben
| Jahr | Titel | Höchstplatzierung, Gesamtwochen, AuszeichnungChartsChartplatzierungen (Jahr, Titel, Platzierungen, Wochen, Auszeichnungen, Anmerkungen) | Anmerkungen                              |
| Jahr | Titel | JP | Anmerkungen                              |
| ---- | --- | --- | ---------------------------------------- |
| 2001 | One Life, One Death Cut Up                                                                                                | — | Erstveröffentlichung: 28. März 2001      |
| 2001 | Catalogue 1987–1996 | — | Erstveröffentlichung: 23. Mai 2001       |
| 2002 | Buck-Tick Tour 2002 Warp Days                                                                                             | JP18 (2 Wo.)JP | Erstveröffentlichung: 4. Dezember 2002   |
| 2003 | Sabbat | — | Erstveröffentlichung: 19. März 2003      |
| 2003 | Picture Product II | — | Erstveröffentlichung: 25. Juni 2003      |
| 2003 | Climax Together | — | Erstveröffentlichung: 10. September 2003 |
| 2003 | Climax Together Collector’s Box                                                                                           | JP11 (2 Wo.)JP | Erstveröffentlichung: 10. September 2003 |
| 2003 | Mona Lisa Overdrive -Xanadu-                                                                                              | — | Erstveröffentlichung: 3. Dezember 2003   |
| 2004 | At the Night Side | JP16 (2 Wo.)JP | Erstveröffentlichung: 21. April 2004     |
| 2004 | Akuma to Freud -Devil and Freud- Climax Together (悪魔とフロイト -Devil and Freud- Climax Together)                       | — | Erstveröffentlichung: 22. Dezember 2004  |
| 2005 | 13th Floor with Diana | JP20 (2 Wo.)JP | Erstveröffentlichung: 14. Dezember 2005  |
| 2005 | Sweet Strange Live Film                                                                                                   | JP32 (2 Wo.)JP | Erstveröffentlichung: 14. Dezember 2005  |
| 2006 | ~Singles~ on Digital Video Disc                                                                                           | JP17 (3 Wo.)JP | Erstveröffentlichung: 15. Februar 2006   |
| 2008 | Buck-Tick Fest 2007 On Parade                                                                                             | JP48 (2 Wo.)JP | Erstveröffentlichung: 2. April 2008      |
| 2008 | Tour 2007 Tenshi no Revolver ~Tour 2007 天使のリボルバー~                                                                 | JP11 (3 Wo.)JP | Erstveröffentlichung: 7. Mai 2008        |
| 2009 | Memento Mori 090702 | JP32 (3 Wo.)JP | Erstveröffentlichung: 23. Dezember 2009  |
| 2011 | Tour 2010 go on the “Razzle Dazzle”                                                                                       | JP19 (2 Wo.)JP | Erstveröffentlichung: 6. April 2011      |
| 2012 | The Day in Question 2011                                                                                                  | JP5 (6 Wo.)JP | Erstveröffentlichung: 23. Mai 2012       |
| 2013 | Buck-Tick Fest 2012 On Parade                                                                                             | JP22 (2 Wo.)JP | Erstveröffentlichung: 20. Februar 2013   |
| 2014 | Gekijō-ban Buck-Tick ~Buck-Tick Phenomenon~ ~劇場版BUCK-TICK ～バクチク現象～~                                            | JP5 (2 Wo.)JP | Erstveröffentlichung: 22. Januar 2014    |
| 2015 | Tour 2014 Arui wa Anarchy -Final- ~Tour 2014 或いはアナー キ -Final-~                                                     | JP20 (3 Wo.)JP | Erstveröffentlichung: 25. Februar 2015   |
| 2017 | Tour Atom Miraiha No. 9 -Final- ~Tour アトム 未来派 No.9 -Final-~                                                         | JP17 (3 Wo.)JP | Erstveröffentlichung: 26. April 2017     |
| 2018 | Climax Together on Screen 1992-2016 / Climax Together 3rd                                                                 | JP12 (2 Wo.)JP | Erstveröffentlichung: 27. Juni 2018      |
| 2018 | The Parade ~30th Anniversary~                                                                                             | JP5 (6 Wo.)JP | Erstveröffentlichung: 21. September 2018 |
| 2018 | The Day in Question 2017                                                                                                  | JP18 (6 Wo.)JP | Erstveröffentlichung: 26. Dezember 2018  |
| 2019 | Tour No. 0 | JP13 (4 Wo.)JP | Erstveröffentlichung: 24. April 2019     |
| 2019 | Locus Solus no Kemonotachi ~ロクス・ソルスの獣たち~                                                                       | JP7 (2 Wo.)JP | Erstveröffentlichung: 20. November 2019  |
| 2021 | Tour 2020 Abracadabra on Screen / Abracadabra Live on the Net                                                             | JP5 (2 Wo.)JP | Erstveröffentlichung: 18. August 2021    |
| 2021 | Abracadabra The Day in Question 2020                                                                                      | JP4 (3 Wo.)JP | Erstveröffentlichung: 29. Dezember 2021  |
| 2022 | Misemonogoya ga Kurete Kara ~Show After Dark~ ~魅世物小屋が暮れてから〜Show After Dark〜~                                 | JP6 (4 Wo.)JP | Erstveröffentlichung: 7. März 2022       |
| 2022 | Misemonogoya ga Kurete Kara ~Show After Dark~ in Nippon Budokan ~魅世物小屋が暮れてから〜SHOW AFTER DARK〜 in 日本武道館~ | JP7 (7 Wo.)JP | Erstveröffentlichung: 21. September 2022 |
| 2023 | The Parade -35th Anniversary-                                                                                             | JP3 (19 Wo.)JP | Erstveröffentlichung: 13. September 2023 |
| 2023 | Tour the Best 35th Anniv. Finalo in Budokan                                                                               | JP3 (9 Wo.)JP | Erstveröffentlichung: 13. Dezember 2023  |
| 2024 | Tour 2023 Izora 0723 Tokyo Garden Theater                                                                                 | JP2 (13 Wo.)JP | Erstveröffentlichung: 7. März 2024       |
| 2024 | Buck-Tick Phenomenon -2023- バクチク現象-2023-                                                                            | JP2 (5 Wo.)JP | Erstveröffentlichung: 21. August 2024    |

### Musikvideos
| Jahr | Titel                                    |
| ---- | ---------------------------------------- |
| 1987 | Bakuchiku Gensho (Raibu) at The Live Inn |
| 1988 | More Sexual!!!!!                         |
| 1989 | Sabbat [I]                               |
| 1989 | Sabbat [II]                              |
| 1990 | Aku no Hana                              |
| 1990 | M*A*D                                    |
| 1991 | Buck-Tick                                |
| 1992 | Climax Together                          |
| 1995 | Catalogue 1987-1995                      |
| 1998 | Sweet Strange Live Film                  |
| 1999 | Dream Box                                |
| 2001 | One Life, One Death Cut Up               |
| 2002 | Buck-Tick Picture Product                |
| 2002 | Buck-Tick Warp Days 20020616 Bay NK Hall |
| 2003 | Sabbat                                   |